# Erich Przywara

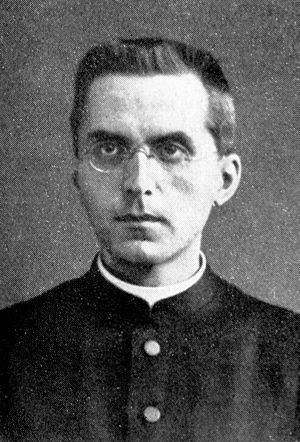
Erich Przywara (1920er Jahre)

Erich Przywara (* 12. Oktober 1889 in Kattowitz; † 28. September 1972 in Hagen bei Murnau) war Jesuit, katholischer Philosoph und Theologe.

## Leben
Von 1908 bis 1910 durchlief er das Noviziat der Gesellschaft Jesu in Exaten bei Roermond (Holland). Anschließend erfuhr er bis 1921 die ordensübliche Ausbildung in Philosophie und Theologie in Valkenburg. 1920 wurde er zum Priester geweiht. Ab 1922 arbeitete Przywara in der Redaktion der Jesuiten-Zeitschrift Stimmen der Zeit mit, von 1933 bis zum Verbot durch das NS-Regime 1941 war er deren Schriftleiter. Während des Krieges konnte er sich wegen schwerer Krankheit nur noch der Altakademiker-Seelsorge widmen. In Hagen bei Murnau fand er schließlich ein abgelegenes Domizil, in dem er trotz seiner Krankheit ein umfangreiches Alterswerk schuf. Przywara starb dort am 28. September 1972. Sein Grab befindet sich in Pullach.

## Hauptgedanken
Przywara stellt vor allem in der Auseinandersetzung mit Karl Barth und Max Scheler heraus, dass das Erkennen des menschlichen Geistes sich zwar im Horizont des Seins überhaupt vollzieht, als endliches Erkennen jedoch nie die unendliche Fülle des Seins selbst erfassen kann, sondern das Sein nur am Seienden, das Unendliche nur im Spiegel des Endlichen erreichen kann. Das Erkennen des Seins geschieht nur analog: die Aussagekraft der Erkenntnisse wird relativiert durch ihre Nichtaussagekraft, wie es in der Formel des IV. Laterankonzils von 1215 heißt: „inter creatorem et creaturam non potest tanta similitudo notari, quin inter eos maior sit dissimilitudo notanda“ [von Schöpfer und Geschöpf kann keine Ähnlichkeit ausgesagt werden, ohne dass sie eine größere Unähnlichkeit zwischen beiden einschlösse].
Przywara verdeutlicht, dass alle Philosophie und Theologie unter der Vorgabe dieser Analogia entis stehe, und postuliert dadurch gerade, dass trotz aller (eigentlichen) Undenkbarkeit das Unendliche gedacht werden könne.

## Wirkung und Würdigung
Beeinflusst hat ihn seine Bekanntschaft mit Edith Stein. Er selbst wirkte vor allem auf Hans Urs von Balthasar, Karl Rahner und Josef Pieper.
Sophie Scholl las im Frühjahr 1941, als sie ihren Reichsarbeitsdienst ableisten musste, in den Werken des Kirchenlehrers Augustinus; diese Lektüre von Erich Przywara, Augustinus. Die Gestalt als Gefüge (Leipzig 1934) brachte ihr manch „spöttische Bemerkung“ ihrer Kameradinnen im Reichsarbeitsdienst ein. In seiner Einleitung stellt Herausgeber Przywara die gesamte abendländische Geistesgeschichte unter das Vorzeichen von Augustinus, nach der befruchtenden wie auch der gefährlichen Seite hin. Abschließend geht Przywara auf die innerkatholische Grundspannung Augustinus-Thomas ein.

## Werke
- Eucharistie und Arbeit; Freiburg, 1917.
- Gottgeheimnis der Welt. Drei Vorträge über die geistige Krisis der Gegenwart, München, 1923
- Liebe; Freiburg, 1924.
- Religionsphilosophie katholischer Theologie. In: Handbuch der Philosophie. Hg. v. A. Baeumler u. M. Schröter, Abteilung II, S. 1–104. 1927
- Ringen der Gegenwart, 2 Bde. 1929.
- Das Geheimnis Kierkegaards; München, 1929.
- Gloria. 240 neue religiöse Lieder für Kirche, Schule und Haus. In Verbindung mit Erich Przywara S.J. herausgegeben von Josef Kreitmaier S.J.
Die große Mehrzahl der Texte verfasste Przywara.
  - In der Auflage von 1931 Erstveröffentlichung des Liedtextes O großer König, Jesu Christ (mit einer Melodie von Kreitmaier); in einigen Diözesen bekanntes Kirchenlied (z. B. Osnabrück GL 805 mit einer Osnabrücker Melodie)
- Analogia entis 1932
- Christliche Existenz; Leipzig, 1934.
- Heroisch; Paderborn/Wien/Zürich, 1936
- Thomas von Aquin, Ignatius von Loyola, Friedrich Nietzsche. In: Zeitschrift für Aszese und Mystik 11 (1936), 257–295.
- Deus semper maior: Theologie der Exerzitien 1. Anima Christi, Annotationen, Fundament, erste Woche, Freiburg im Breisgau [u. a.], 1938.

- Deus semper maior: Theologie der Exerzitien 3. Dritte Woche, Vierte Woche, Liebe. Nachwort: Gott in allen Dingen; Freiburg im Breisgau [u. a.], 1938.
- Deus semper maior: Theologie der Exerzitien 2. Zweite Woche; Freiburg im Breisgau [u. a.], 1939.
- Crucis Mysterium. Das christliche Heute, Paderborn 1939.
- Hölderlin, Nürnberg, 1949.
- Alter und Neuer Bund. Theologie der Stunde; Wien und München, 1956.
- Idee Europa; Nürnberg, 1956.
- Mensch. Typologische Anthropologie. Erster Band; Nürnberg, 1959.
- Augustinisch. Ur-Haltung des Geistes (= Kriterien 17). Johannes Verlag, Einsiedeln 1970.